# Переродово
Переродово — упразднённая деревня в Вязниковском районе Владимирской области России.

## География
Урочище находится в северо-восточной части области, в зоне хвойно-широколиственных лесов, в пределах Волжско-Окского междуречья, на левом берегу реки Индрус, к востоку от автодороги 17Н-1, на расстоянии 24 километров (по прямой) к югу от города Вязники, административного центра района.

### Климат
Климат характеризуется как умеренно континентальный. Средняя температура воздуха самого холодного месяца (января) — −11,1 °C (абсолютный минимум — −48 °С), средняя максимальная температура воздуха (июля) — +23,3 °С (абсолютный максимум — +37 °С). Годовое количество атмосферных осадков составляет около 607 мм, из которых 413 мм выпадает в период с апреля по октябрь.

## История
В «Списке населенных мест Владимирской губернии по сведениям 1859 года» населённый пункт упомянут как владельческая деревня Гороховецкого уезда, расположенная в 48 верстах от уездного города. В деревне насчитывалось 8 дворов и проживало 59 человек (22 мужчины и 37 женщин).
По состоянию на 1905 год, в Переродове имелось 12 дворов и проживал 71 человек. В административном отношении деревня входила в состав Сергиевской волости.
По данным 1926 года в деревне имелось 20 хозяйств (в том числе 19 крестьянских) и проживало 84 человека (44 мужчины и 40 женщин). Являлась частью Объединского сельсовета.